# Livio Maritano
Livio Maritano (Giaveno, 28 agosto 1925 – Torino, 6 maggio 2014) è stato un vescovo cattolico italiano.

## Biografia
Nato a Giaveno il 28 agosto 1925, è stato ordinato sacerdote il 27 giugno 1948.
Eletto vescovo titolare di Oderzo e vescovo ausiliare di Torino il 21 ottobre 1968, è stato consacrato il successivo 15 dicembre.
Il 30 giugno 1979 è stato promosso alla sede di Acqui, dove ha celebrato il sinodo diocesano. Dimessosi il 9 dicembre 2000 per raggiunti limiti d'età, ne è diventato, così, vescovo emerito.
È stato il promotore della causa di beatificazione della beata Chiara Luce Badano, beatificata a Roma, nel santuario della Madonna del Divino Amore, il 25 settembre 2010.
È morto il 6 maggio 2014 all'età di 88 anni. Il funerale è stato celebrato nel duomo di Torino mentre la sepoltura è avvenuta nella cripta del duomo di Acqui.

## Genealogia episcopale
La genealogia episcopale è:
- Cardinale Scipione Rebiba
- Cardinale Giulio Antonio Santori
- Cardinale Girolamo Bernerio, O.P.
- Arcivescovo Galeazzo Sanvitale
- Cardinale Ludovico Ludovisi
- Cardinale Luigi Caetani
- Cardinale Ulderico Carpegna
- Cardinale Paluzzo Paluzzi Altieri degli Albertoni
- Papa Benedetto XIII
- Papa Benedetto XIV
- Cardinale Enrico Enriquez
- Arcivescovo Manuel Quintano Bonifaz
- Cardinale Buenaventura Córdoba Espinosa de la Cerda
- Cardinale Giuseppe Maria Doria Pamphilj
- Papa Pio VIII
- Papa Pio IX
- Cardinale Gustav Adolf von Hohenlohe-Schillingsfürst
- Arcivescovo Salvatore Magnasco
- Cardinale Gaetano Alimonda
- Cardinale Agostino Richelmy
- Vescovo Giuseppe Castelli
- Vescovo Sebastiano Briacca
- Arcivescovo Giovanni Francesco Dadone
- Cardinale Michele Pellegrino
- Vescovo Livio Maritano